# Pavel Postyšev
Pavel Petrovič Postyšev (rusky Павел Петрович Постышев; 6. záříjul./ 18. září 1887greg., Ivanovo – 26. února 1939, Moskva) byl sovětský státní i stranický činitel, organizátor stranické propagandy a publicista.

## Životopis

### Mládí
Narodil se v rodině tkalce. Roku 1904 vstoupil do Ruské sociálně demokratické dělnické strany a ztotožnil se s jejím bolševickým křídlem. Později byl zatčen a vyslán na Sibiř. Stal se jedním z propagátorů bolševismu na Sibiři.

### Politika
V roce 1923 byl vyslán z Dálněvýchodní republiky, aby dohlížel na organizování výboru komunistické strany v Kyjevě. V roce 1925 se stal členem ústředního výboru komunistické strany na Ukrajině.
Za své vlády dohlížel na tvorbu kolchozů a industrializaci na Ukrajině. V roce 1933 se stal prvním ministrem Charkova a Charkovské oblasti.
Roku 1934 se stal tajemníkem strany regionálního výboru v Kujbyševě. Zde získal nechvalnou proslulost např. tím, že zastavil výdej školních sešitů jen proto, že byl na jejich deskách vyobrazen Lev Trockij, nebo že na čas zastavil dodávky jídla do města jen z toho důvodu, že v obchodě s potravinami byla objevena klobása, na níž byla vyříznuta svastika.

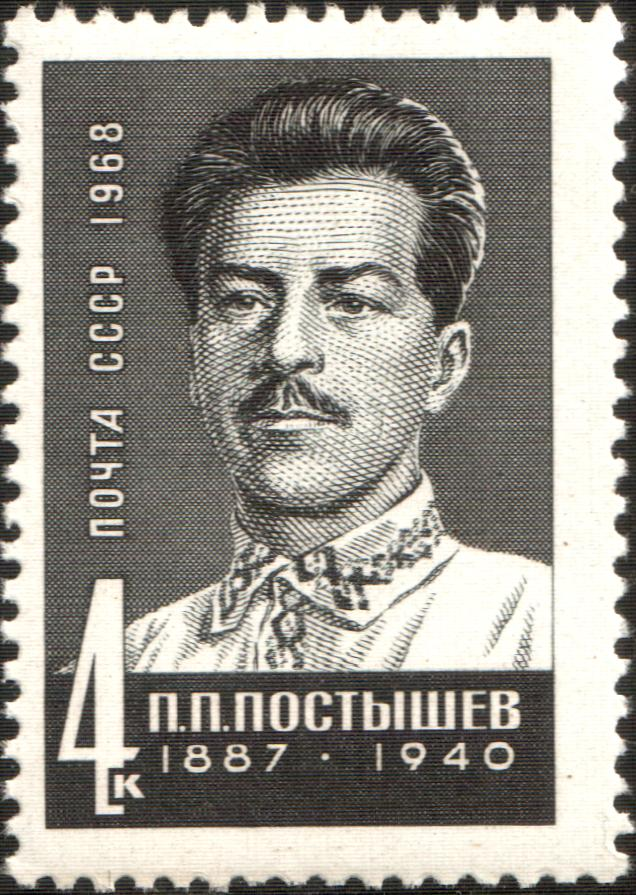
Pavel Postyšev na sovětské poštovní známce z roku 1968. Datum úmrtí je uvedeno chybně.

### Pád
Roku 1938 byl odstraněn ze všech vládních funkcí a byl zatčen. Byl držen ve vězení Butyrka, kde byl 26. února 1939 zastřelen ve spánku ve své cele. Tělo bylo zpopelněno v Donském klášteře.
V roce 1956 byl v rámci destalinizace rehabilitován. Zřejmě mu pomohly sympatie ze strany Nikity Chruščova. Ten se o něm vyjadřoval jako o „poctivém zásadovém bolševikovi“.

## Hladomor
V USA bylo publikováno, že byl jedním z organizátorů uměle vyvolaného hladomoru na Ukrajině. Jelikož byl jedním z nejmocnějších mužů Ukrajiny, tato myšlenka se v osmdesátých letech přenesla i do SSSR.
Podle názoru Ukrajinské státní bezpečnosti byl jedním z organizátorů hladomoru. Dne 13. ledna 2010 uznal Kyjevský soud Postyševa, Stalina, Kaganoviče a Molotova vinnými z organizování genocidy na Ukrajině.